# John Renshaw Thomson

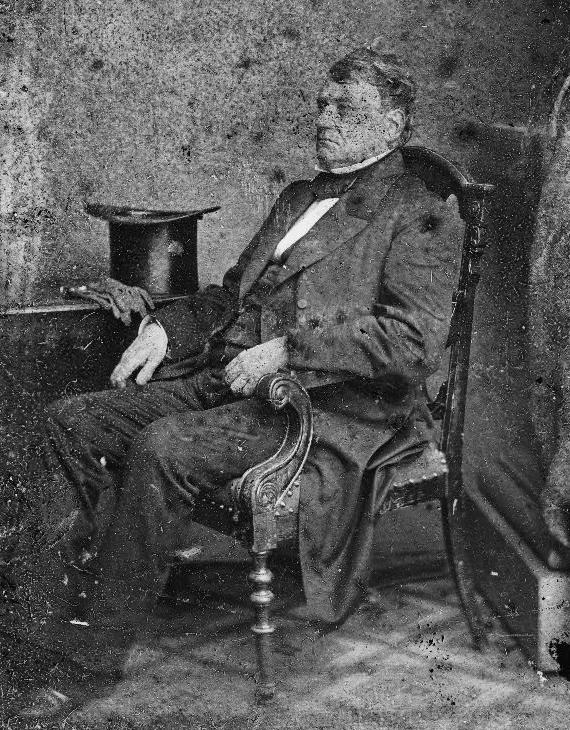
John Renshaw Thomson

John Renshaw Thomson (* 25. September 1800 in Philadelphia; † 12. September 1862 in Princeton, New Jersey) war ein US-amerikanischer Politiker (Demokratische Partei), der den Bundesstaat New Jersey im US-Senat vertrat.
John Thomson stammte gebürtig aus Pennsylvania, zog aber schon in jungen Jahren nach New Jersey, wo er zunächst die öffentlichen Schulen in Princeton und dann das College of New Jersey, die spätere Princeton University, besuchte. 1817 ging er beruflich nach China. Er baute sich eine Existenz als Kaufmann in Kanton auf und fungierte von 1823 bis 1825 als Konsul der Vereinigten Staaten in dieser Stadt. Nach seiner Rückkehr in die USA ließ er sich dauerhaft in Princeton nieder.
Er wurde zunächst Direktor der Delaware & Raritan Canal Company; später fungierte er als Präsident und Finanzvorstand der Philadelphia & Trenton Railroad Company, einer Eisenbahngesellschaft. 1844 nahm Thomson am Verfassungskonvent von New Jersey teil; im selben Jahr bewarb er sich um das Amt des Gouverneurs, unterlag aber dem Whig-Kandidaten Charles C. Stratton. Dabei wurde der Gouverneur aufgrund einer Verfassungsänderung erstmals nicht mehr von der Staatslegislative, sondern vom Volk gewählt.
Als Robert F. Stockton sein Mandat im US-Senat niederlegte, wurde John Renshaw Thomson im März 1853 zu dessen Nachfolger für die verbleibende Amtszeit gewählt. 1857 trat er erneut an und wurde bestätigt; er starb aber noch vor dem Ende dieser Legislaturperiode in seinem Heimatort Princeton. Während seiner Zeit im Senat war Thomson unter anderem Vorsitzender des Pensionsausschusses.